# Friedrich-Wilhelm Hauck
Friedrich-Wilhelm Hauck (n. 10 ianuarie 1897, Breslau, Reich-ul German – d. 15 aprilie 1979, Überlingen, Republica Federală Germania, Germania) a fost un general german din Wehrmacht, care a îndeplinit funcții de comandă în timpul celui de-al Doilea Război Mondial. A fost decorat cu Crucea de Cavaler al Crucii de Fier. În perioada postbelică a lucrat ca istoric militar.

## Biografie
Hauck a absolvit Gimnaziul Elisabet din Breslau (azi orașul Wrocław din Polonia) și a vrut să urmeze studii de drept la Universitatea Sileziană Friedrich Wilhelm din același oraș. La izbucnirea Primului Război Mondial s-a înrolat ca voluntar în Regimentul 6 Artilerie de câmp „von Peucker” (Regimentul 1 Silezian); el abandonase deja calitatea de membru în Borussia Breslau, asociația universitară din care făcuse parte tatăl său (Guestphalia Hall). Din moment ce nu mai putea să urmeze studii universitare, a cerut asociației să-i aprobe demisia.
Împreună cu Regimentul 104 Artilerie de câmp, Hauck a fost trimis pe Frontul de Vest. Acolo a fost înaintat treptat la următoarele grade: Gefreiter (10 martie 1915), Unteroffizier (5 noiembrie 1915), Vizefeldwebel (22 august 1916) și Leutnant der Reserve (12 iunie 1917). Pentru activitatea sa militară a fost decorat cu ambele clase ale Ordinului Crucea de Fier și cu Insigna neagră pentru răniți. După ce a fost acceptat ca ofițer activ (Leutnant) în Armata Germană la 12 septembrie 1918, asociația Borussia l-a numit membru cu drepturi limitate. A rămas toată viața un membru loial și dedicat al asociației.
Lt. Hauck a fost păstrat după armistițiu ca unul dintre cei 2.000 de ofițeri în noul Reichswehr (forța militară a Republicii de la Weimar) și a activat în perioada interbelică în câteva regimente de artilerie. În această perioadă a fost avansat Oberleutnant (31 iulie 1925), căpitan (1 august 1931) și maior (1 ianuarie 1936). A fost cooptat în 1936 în Marele Stat Major al Armatei de Uscat (Generalstab des Heeres). Apoi, la 1 ianuarie 1939, a fost avansat la gradul de locotenent-colonel (Oberstleutnant).

### Al Doilea Război Mondial
A participat cu Corpul V Armată la Invadarea Poloniei (1939) și la Bătălia Franței (1940). În timpul campaniei de pe Frontul de Vest a fost numit la 1 iunie 1940 în funcția de șef al Marelui Stat Major General al Înaltului Comandament XXXVII pentru misiuni speciale (Höheres Kommando z.b.V. XXXVII), iar o jumătate de an mai târziu, la 1 decembrie 1940, a fost înaintat la gradul de colonel (Oberst) de stat major. La 18 februarie 1941 a fost transferat pe postul de Oberquartiermeister (înalt responsabil cu aprovizionarea) în Armata a 11-a a Wehrmacht-ului. Colonelul Hauck a fost decorat la 19 septembrie 1941 cu Ordinul „Steaua României” cu spade, în gradul de Comandor cu panglica de „Virtutea Militară” „pentru destoinicia și devotamentul de care au dat dovadă pe câmpul de luptă în operațiunile contra bolșevicilor în colaborare cu trupele române”. Apoi, la 6 iulie 1942, a fost decorat cu Crucea Germană de argint.
La 5 martie 1943 a fost numit în funcția de comandant al Diviziei 305 Infanterie, care a fost dislocată în Franța (martie - august 1943) și în Italia (august 1943 - mai 1945). A deținut comanda divizii până în decembrie 1944, timp în care a fost avansat la gradele de general-maior (Generalmajor) la 1 iunie 1943 și general-locotenent (Generalleutnant) la 1 martie 1944 și a fost decorat cu Crucea de Cavaler al Crucii de Fier (11 iunie 1944). A fost, de asemenea, comandant temporar al Corpului LXXVI Panzer, în cursul absenței (24 noiembrie - 16 decembrie 1944) titularului, generalul Traugott Herr. Generalului Hauck i s-a încredințat în ianuarie 1945, pentru o scurtă perioadă, comanda Corpului LXIV Armată. El a fost numit apoi la 24 ianuarie 1945 comandant al Corpului LI Munte, îndeplinind această funcție până la 2 mai 1945. Aproape de sfârșitul războiului, la 20 aprilie 1945, a fost înaintat la gradul de general de artilerie (General der Artillerie).
A fost luat prizonier de război în 2 mai 1945, odată cu capitularea Grupului de Armate C, și a fost deținut în diferite tabere de prizonieri din Rimini, Taranto și Bridgend (Țara Galilor).

### Perioada postbelică
Eliberat din prizonierat la începutul anului 1948, a lucrat timp de câteva săptămâni ca muncitor necalificat la Stuttgart și apoi în cadrul organizației de ajutor reciproc Evangelisches Hilfswerk, în calitate de șef de birou al președintelui Eugen Gerstenmaier.
A elaborat pe parcursul a șase ani, la solicitarea Armatei Americane și cu colaborarea a șase generali germani, o lucrare de istorie militară în 16 volume intitulată Die Operationen der deutschen Heeresgruppen an der Ostfront 1941 - 1945, Südliches Gebiet, în care a prezentat operațiunile Armatei Germane pe Frontul de Est. Generalul Friedrich-Wilhelm Hauck a primit o scrisoare de mulțumire din partea comandantului-șef al Armatei Statelor Unite ale Americii din Germania. Lucrarea a fost evaluată pozitiv de generalul-colonel Franz Halder și a fost transferată apoi în Arhivele Militare Federale din Freiburg im Breisgau.
Generalul Hauck a murit în 1979 și i-au supraviețuit soția și patru copii.

## Decorații
- Crucea de Fier (1914) cl. a II-a și cl. I
- Insigna neagră pentru răniți (1914)
- Crucea de onoare a Războiului Mondial 1914/1918
- Crucea de Fier cu barete (1939) cl. a II-a și cl. I
- Medalia pentru serviciu îndelungat în Wehrmacht, cl. a IV-a - I-a
- Crucea de Merit a războiului cu spade cl. a II-a și cl. I
- Ordinul „Steaua României” cu spade, în gradul de Comandor cu panglica de „Virtutea Militară” (19 septembrie 1941)[3]
- Medalia Frontului Răsăritean
- Insigna Crimeea
- Crucea Germană de argint (6 iulie 1942)
- Crucea de Cavaler al Crucii de Fier (11 iunie 1944), în calitate de Generalleutnant și comandant al Diviziei 305 Infanterie[5]

## Lucrări (selecție)
- Gedanken zum Entwurf des Bundesverteidigungsministeriums zu einem „Erlaß über Traditionsbildung und Traditionspflege in der Bundeswehr”. 1959
- Studie über Generaloberst Hans v. Seeckt. Studien zur Militärgeschichte, Militärwissenschaft und Konfliktforschung, vol. 15. Biblio-Verlag, Freiburg im Breisgau.
- Beitrag zur „Wissenschaftlichen Kommission für Deutsche Kriegsgefangenengeschichte”. Verlag Ernst und Werner Gieseking, Bethel 1962.
- Eine deutsche Division in Russland und Italien. Podzun, Dorheim 1975.
- Beratung einer wehrwissenschaftlichen Studie „Reichswehr und Weimarer Republik 1918 bis 1933”. Dr. Jacobsen, Gesellschaft für Wehrkunde, 1957.

### Recenzii
- Manfred Kehrig: Analyse und Dokumentation einer Schlacht. herausgegeben vom Militärgeschichtlichen Forschungsamt. Deutsche Verlagsanstalt, Stuttgart, 1974.
- Alfred Philippi, Ferdinand Heim: Der Feldzug gegen Sowjetrußland 1941-1945. W. Kohlhammer, Stuttgart, 1962.
- Hans Meier-Welcker: Generaloberst Seeckt. Bernard und Graefe, Bonn, 1967.
- Franz von Gaertner: Die Reichswehr in der Weimarer Republik. Fundus-Verlag, Darmstadt, 1968.
- Wilhelm Kohlhaas: Candia 1645-1669, die Tragödie einer abendländischen Verteidigung. Biblio-Verlag, Osnabrück, 1978.

### Diverse
- Stellungnahme zu: Der Christ und die Verhütung des Krieges im Atomzeitalter. Deutscher Ökumenischer Studienausschuß, 1955.

### Prelegeri
- Tradition wahren oder schaffen. Soldatentagung der Ev. Akademie in Bad Boll, 1951.
- Ansprache des Gefühls in der Soldatenerziehung. Soldatentagung der Ev. Akademie in Bad Boll, 1952.
- Preußentum und Wehrhaftigkeit. Verband der Vereine Deutscher Studenten, 1964.
- Stalingrad. (vielerorts und häufig)
- Betrachtungen zur politischen Strategie der Sowjetunion. Deutsche Corpszeitung 1975 și 1976.

## Legături externe
- en  Friedrich-Wilhelm Hauck pe site-ul TracesOfWar.com
- de  Friedrich-Wilhelm Hauck în Lexikon der Wehrmacht
- en  Friedrich-Wilhelm Hauck pe site-ul specialcamp11 Arhivat în 29 septembrie 2011, la Wayback Machine.
- de  Friedrich-Wilhelm Hauck în Ritterkreuztrager 1939-1945

| Lideri militari                                          | Lideri militari                                                                               | Lideri militari                                   |
| -------------------------------------------------------- | --------------------------------------------------------------------------------------------- | ------------------------------------------------- |
| Predecesor: Generalleutnant Bernhard Steinmetz           | Comandant al Diviziei 305 Infanterie 5 martie 1943 - ? decembrie 1944                         | Succesor: Oberst Friedrich Trumpeter              |
| Predecesor: General der Panzertruppen Traugott Herr      | Comandant al Corpului LXXVI Panzer (LXXVI. Panzerkorps) 24 noiembrie 1944 - 16 decembrie 1944 | Succesor: General der Panzertruppen Traugott Herr |
| Predecesor: General der Infanterie Helmut Thumm          | Comandant al Corpului LXIV Armată (LXIV. Armeekorps) 15 ianuarie 1945 - 21 ianuarie 1945      | Succesor: General der Artillerie Max Grimmeiß     |
| Predecesor: General der Gebirgstruppe Valentin Feurstein | Comandant al Corpului LI Munte (LI. Gebirgs-Armeekorps) 24 ianuarie 1945 - 2 mai 1945         | Succesor: -                                       |